# ネクスト・ジェネレーション2021
ネクスト・ジェネレーション2021（英語: Next generation 2021）は、2021年10月にガーディアンが発表した2004年生まれのサッカー界の若手有望選手60人である。

## 特集選手
なお、所属は当時のものである。
| 氏名                               | 生年月日       | ポジション | 所属                           |
| ---------------------------------- | -------------- | ---------- | ------------------------------ |
| バレンティン・バルコ               | 2004年7月23日  | AMF        | ボカ・ジュニアーズ             |
| ルカ・ロメロ                       | 2004年11月18日 | AMF        | SSラツィオ                     |
| ジョシュア・ローリンス             | 2004年4月23日  | RB         | パース・グローリーFC           |
| モハメド・トゥーレ                 | 2004年3月26日  | LW         | アデレード・ユナイテッドFC     |
| ルカ・レイシュル                   | 2004年2月10日  | CF         | レッドブル・ザルツブルク       |
| ピエール・ドウォモー               | 2004年6月21日  | CMF        | ロイヤル・アントワープFC       |
| ロメオ・ラヴィア                   | 2004年1月6日   | DMF        | マンチェスター・シティFC       |
| アレクサンダル・カフヴィッチ       | 2004年1月2日   | CF         | FKツルヴェナ・ズヴェズダ       |
| アンジェロ・ガブリエウ             | 2004年12月21日 | RW         | サントスFC                     |
| マテウス・ナシメント               | 2004年3月3日   | CF         | ボタフォゴFR                   |
| サヴィーニョ                       | 2004年4月10日  | CF         | アトレチコ・ミネイロ           |
| ヴィニシウス・トビアス             | 2004年2月23日  | RB         | SCインテルナシオナル           |
| ニコラ・イリエフ                   | 2004年6月6日   | AMF        | インテルナツィオナーレ・ミラノ |
| ジャーキール・マーシャル＝ルッティ | 2004年6月16日  | RW         | トロントFC                     |
| ミゲル・モンサルベ                 | 2004年2月27日  | AMF        | インデペンディエンテ・メデジン |
| マルコ・ブルクリャカ               | 2004年7月15日  | AMF        | HNKハイドゥク・スプリト        |
| イェッペ・ケア                     | 2004年3月1日   | AMF        | アヤックス・アムステルダム     |
| マイキ・デ・ラ・クルス             | 2004年8月12日  | LB         | LDUキト                        |
| バドリディーヌ・ブアナニ           | 2004年12月8日  | WG         | リール                         |
| モハメド・エル・アルシ             | 2004年4月6日   | CMF        | オリンピック・リヨン           |
| レズリー・ウゴチュクウ             | 2004年3月26日  | DMF        | スタッド・レンヌ               |
| リヌス・ゲヒター                   | 2004年2月27日  | CB         | ヘルタ・ベルリン               |
| ユスファ・ムココ                   | 2004年11月20日 | CF         | ボルシア・ドルトムント         |
| アブドゥル・ファタウ・イサハク     | 2004年3月8日   | MF         | ステッドファストFC             |
| ヨルゴス・クツィアス               | 2004年2月8日   | CF         | PAOKテッサロニキ               |
| クリスティン・フリンション         | 2004年1月23日  | AMF        | アヤックス・アムステルダム     |
| ヒマンシュ・ジャングラ             | 2004年7月21日  | CF         | デリーFC                       |
| マルセリーノ・フェルディナン       | 2004年9月9日   | AMF        | プルセバヤ・スラバヤ           |
| ジャコモ・ファティカンティ         | 2004年7月31日  | DMF        | ASローマ                       |
| サムエレ・ヴィニャート             | 2004年2月24日  | AMF        | ACモンツァ                     |
| カリム・コナテ                     | 2004年3月21日  | CF         | ASECミモザ                     |
| 福田師王                           | 2004年4月8日   | CF         | 神村学園高校                   |
| ヘスス・エルナンデス               | 2004年1月9日   | CF         | ケレタロFC                     |
| リファノ・コメネンシア             | 2004年2月3日   | RB         | PSVアイントホーフェン          |
| アーネスト・ポク                   | 2004年1月28日  | CF         | AZアルクマール                 |
| Ri Il-song                         | 2004年1月14日  | WG         | 4.25体育団                     |
| ダシュミル・エレジ                 | 2004年11月21日 | FW         | KFシュケンディヤ               |
| アンドレアス・シェルデルップ       | 2004年6月1日   | AMF        | FCノアシェラン                 |
| エリアス・ソルベリ                 | 2004年3月3日   | AMF        | ユヴェントスFC                 |
| フリオ・エンシソ                   | 2004年1月22日  | WG         | クルブ・リベルタ               |
| カツペル・ウルバンスキ             | 2004年1月18日  | MF         | ボローニャFC                   |
| ゴンサロ・エステヴェス             | 2004年2月27日  | DF         | スポルティングCP               |
| ウーゴ・フェリックス               | 2004年3月3日   | AMF        | SLベンフィカ                   |
| アンドレ・ゴメス                   | 2004年10月20日 | GK         | SLベンフィカ                   |
| カタリン・ヴルトゥラル             | 2004年3月9日   | MF         | USレッチェ                     |
| セルゲイ・ピニャエフ               | 2004年11月2日  | WG         | クリリヤ・ソヴェトフ・サマーラ |
| サメド・バジュダル                 | 2004年1月31日  | AMF        | FKパルティザン                 |
| ガビ                               | 2004年8月5日   | AMF        | FCバルセロナ                   |
| フレン・ホン・ゲレーロ             | 2004年4月14日  | AMF        | レアル・マドリード             |
| ラファエル・オブラドル             | 2004年2月24日  | LB         | レアル・マドリード             |
| クリスティアン・モスケラ           | 2004年6月27日  | CB         | バレンシアCF                   |
| ヴィリオット・スウェドベリ         | 2004年2月1日   | MF         | ハンマルビーIF                 |
| アレッシオ・ベシオ                 | 2004年3月18日  | FW         | FCザンクト・ガレン             |
| ジョスエ・ドケ                     | 2004年4月20日  | WG         | WAFA                           |
| ブラク・インジェ                   | 2004年1月20日  | MF         | アルトゥノルドゥFK             |
| エムレ・デミル                     | 2004年1月15日  | AMF        | カイセリスポル                 |
| イェホル・ヤルモリュク             | 2004年3月1日   | MF         | FCドニプロ                     |
| マリック・サノゴ                   | 2004年6月30日  | CF         | 1.FCウニオン・ベルリン         |
| エヴァン・ロトゥンゴ               | 2004年7月9日   | AMF        | シャルケ04                     |
| ニコラス・シリ                     | 2004年4月17日  | CF         | モンテビデオ・シティ・トルケ   |

ソース: